# Asociación Internacional de Directores de Proyecto
La Asociación Internacional de Directores de Proyecto (IAPM, International Association of Project Managers) es una asociación de gestión de proyectos y autoridad de certificación de ámbito mundial.

## Historia
La IAPM es una asociación independiente de directores de proyecto internacionales desde 1997. El primer encuentro internacional tuvo lugar en 1999 en Helsinki, después vinieron otros en 2001 (Houston), 2002 (Berlín), 2004 (Budapest) y 2005 (Nueva Delhi). En 2010, la IAPM se consolidó formalmente. La IAPM escogió el Principado de Liechtenstein como domicilio social y sede de la autoridad de certificación.

## Organización
La IAPM, en calidad de asociación, determina los criterios para los directores de proyecto profesionales teniendo en cuenta los requisitos internacionales. Desde 2010, la IAPM publica la "IAPM Project Manager´s Guide 2.0 - The Certification Body for Project Managers" (abreviado Guía PM) con el objetivo de garantizar la máxima calidad en la gestión de proyectos, las competencias de los directores de proyecto y un estándar común. La Guía PM es la base del programa de certificación de la IAPM.

## Modelo de gestión de proyectos de la Guía PM
La Guía PM presenta la información necesaria para la certificación de directores de proyecto.
Por el momento, la Guía PM se publica en inglés (ISBN 978-3-941739-07-9) y en alemán (ISBN 978-3-941739-06-2) y también se está trabajando en las ediciones en español, portugués y francés.
La Guía PM incluye todos los aspectos importantes del ámbito laboral de la gestión de proyectos que un director de proyecto necesita conocer. Para ello, la IAPM definió los campos de actividades y de gestión que se evalúan mediante un examen informatizado al solicitar uno de los certificados de la IAPM.
Por tanto, la Guía PM es un estándar válido en todo el mundo y vinculante en general para los directores de proyecto.
En la Guía PM se determinan los factores blandos y duros que un director de proyecto debe dominar.

Factores duros de la Guía PM
Los factores duros se presentan en función de los procesos e incluyen aspectos relacionados con el análisis, la planificación y la supervisión de las estructuras organizativa y operativa. Abarcan diecinueve campos temáticos:
- Realización de controles de proyectos
- Elaboración de expedientes de proyectos
- Análisis del entorno del proyecto
- Análisis de accionistas
- Confirmación de los pedidos de proyectos
- Creación de comisiones ejecutivas y equipos centrales
- Establecimiento de la comunicación en gremios
- Elaboración de especificaciones
- Elaboración de modelos de fases
- Elaboración de planes estructurales de proyectos
- Elaboración de paquetes de trabajo
- Confección de un plan de gastos/presupuestos
- Confección de un organigrama/cronograma
- Ejecución de análisis de riesgos
- Designación de subdirectores de proyecto y responsables de paquetes de trabajo
- Creación de organizaciones de proyectos (equipo, matriz, autónoma)
- Inicio del proyecto
- Realización de revisiones de proyectos
- Cierre de proyectos

Factores blandos de la Guía PM
Estos factores blandos no se presentan en función de los procesos e incluyen los aspectos de la organización sociológica. Abarcan ocho campos temáticos:
- Desarrollo del espíritu de equipo
- Dirección
- Motivación
- Trabajo en equipos de proyecto
- Gestión de conflictos
- Gestión del tiempo
- Éxito personal
- Superación del estrés

## Certificación
La IAPM propone un sistema de certificación de dos niveles y otorga los certificados
- Certified Project Manager (IAPM)
- Certified Senior Project Manager (IAPM)

El Certified Project Manager (IAPM) es un título que se concede tras demostrar durante un proceso de certificación que existen conocimientos sobre los ámbitos relevantes de la gestión de proyectos. La comprobación se realiza mediante un examen informatizado.
El Certified Senior Project Manager (IAPM) es un título que se concede tras demostrar durante un proceso de certificación que existen conocimientos sobre los ámbitos relevantes de la gestión de proyectos y también experiencia en la dirección de proyectos durante varios años. La comprobación se realiza mediante un examen informatizado y un listado de los proyectos gestionados por quien opta al certificado.
Los titulares de los certificados anteriores tienen además la posibilidad de solicitar el certificado “Zertifizierter Projektmanagement Trainer (IAPM)” (Instructor certificado de gestión de proyectos).
Una comisión de la IAPM es la que se encarga de conceder el permiso para impartir la formación. La formación incluye todas las competencias y aptitudes que prepararán de manera integral a los futuros instructores para realizar su tarea. Para este certificado no está previsto ningún examen informatizado.
La responsabilidad de garantizar el máximo nivel de calidad de este sistema recae sobre la autoridad de certificación de la IAPM.

## Proceso de certificación
El proceso de certificación incluye los siguientes pasos:
- Exposición formal de los currículos de quienes optan al certificado
- Si se solicita el certificado “Certified Senior Project Manager (IAPM)”, han de entregarse referencias que puedan confirmar las actividades relacionadas con la gestión de proyectos de quien opta al certificado y un listado de los proyectos dirigidos por este.
- Realización de un examen informatizado
- Elaboración y envío del certificado

## Literatura
- IAPM International Association of Project Managers (Ed.): IAPM Project Managers Guide 2.0 - The Certifcation Body for Project Managers – Alemán. ISBN 978-3-941739-06-2 en Página de descarga de la IAPM Archivado el 18 de julio de 2011 en Wayback Machine..

- IAPM International Association of Project Managers (Ed.): IAPM Project Managers Guide 2.0 - The Certifcation Body for Project Managers - Inglés. ISBN 978-3-941739-07-9 en Página de descarga de la IAPM Archivado el 27 de mayo de 2012 en Wayback Machine..

## Enlaces
IAPM International Association of Project Managers
- Datos: Q5708732